# Schotteneinzel
Schotteneinzel ist ein Wohnplatz der Stadt Münchberg im Landkreis Hof (Oberfranken, Bayern). Es liegt in der Gemarkung Markersreuth und zählt zum Gemeindeteil Jehsen.

## Geografie
Die Einöde besteht aus drei Wohngebäuden und sechs Nebengebäuden. Sie liegt an der Staatsstraße 2461, die nach Schlegel (1,1 km südöstlich) bzw. nach Reuthlas verläuft (1,1 km nördlich), und an einer die Staatsstraße kreuzende Gemeindeverbindungsstraße, die nach Jehsen (1,1 km nordwestlich) bzw. nach Markersreuth führt (1 km südöstlich).

## Geschichte
Schotteneinzel wurde in der ersten Hälfte des 19. Jahrhunderts auf dem Gemeindegebiet von Markersreuth gegründet. Das Anwesen hatte ursprünglich keinen Namen, etwas später wurde es „Jehsener Einzel“ genannt. Schotteneinzel ist bis heute ein Gasthof. Im Zuge der Gebietsreform in Bayern wurde Schotteneinzel am 1. Mai 1978 nach Münchberg eingemeindet.